# Off the Wall
Off the Wall (с англ. — «Чуждый условностям») — пятый студийный альбом Майкла Джексона, и первый, принёсший музыканту всемирную известность. Его релиз состоялся 10 августа 1979 года на Epic Records. Незадолго до издания записи Джексон был удостоен положительных отзывов кинокритиков за роль в фильме «Виз». Участвуя в съёмках фильма, Майкл Джексон и Куинси Джонс стали друзьями, и Джонс согласился работать с Джексоном над его следующим студийным альбомом. Запись лонгплея велась между декабрём 1978 года и июнем 1979 года в студиях Allen Zentz Recording, Westlake Recording Studios и Cherokee Studios в Лос-Анджелесе (штат Калифорния). Джексон во время работы сотрудничал со многими другими авторами и исполнителями, такими как Пол Маккартни, Стиви Уандер и Род Темпертон. Майкл сам написал несколько песен, включая сингл «Don’t Stop ’Til You Get Enough».
Диск получился совсем не похожим на предыдущие работы Майкла в Motown. Критики заметили, что Off the Wall включает в себя такие музыкальные стили как фанк, диско, соул, софт-рок, джаз и баллада. Вокал Майкла был очень высоко оценён. Работа принесла певцу его первую премию «Грэмми». С Off the Wall Джексон стал первым сольным артистом, у которого четыре одиночных сингла из одного альбома входили в лучшую десятку чарта Billboard Hot 100. Пластинка имела большой коммерческий успех: по состоянию на сентябрь 2024 в США было продано 9 миллионов копий и 20 миллионов копий по всему миру.
16 октября 2001 года специальное переиздание Off the Wall было выпущено Sony Records. В 2003 году он занял 68-ю строчку в списке «500 величайших альбомов всех времён по версии журнала Rolling Stone». Национальная ассоциация звукозаписи поставила эту работу исполнителя на 80-е место в списке «200 самых значимых музыкальных альбомов всех времён и народов». В 2008 году Off the Wall был включён в Зал славы премии «Грэмми».

## Предыстория
Начиная с 1972 года, Майкл Джексон выпустил четыре сольных студийных альбома с Motown: Got to Be There, Ben, Music & Me и Forever, Michael. Они вышли в свет, когда Майкл был ещё в составе The Jackson 5, тогда же были выпущены успешные одиночные синглы: «Got to Be There», «Ben» и «Rockin’ Robin». Однако в 1973 году продажи пластинок The Jackson 5 начали падать, и члены команды были раздражены категорическим отказом Motown от того, чтобы братья сами контролировали своё творчество. Несмотря на то, что песни группы постоянно входили в различные списки лучших хитов (так, сингл «Dancing Machine» входил в пятёрку лучших песен в стиле диско, а композиция «I Am Love» — в двадцатку лучших песен), братья (за исключением Джермейна Джексона) разорвали контракт с Motown в 1975 году. В июне 1975 года группа подписала новый контракт с CBS Records, сначала присоединившись к Philadelphia International Records, а затем и к Epic Records. По решению суда группа была переименована в The Jacksons, так как студии Motown принадлежали права на торговую марку The Jackson 5, да и группа выступала уже иногда как квартет (в связи с тем, что Джермейн Джексон остался с Motown, хотя его место и занял младший брат Рэнди, но к выступлениям последнего привлекали редко), а иногда даже как секстет (так как позднее в группе выступали все шесть братьев, как это было, например, на концерте, посвящённом 25-летию Motown). После изменения названия, команда продолжила свои мировые концертные туры, выпустив ещё 6 альбомов между 1976 и 1984 годами. Майкл Джексон был основным автором песен, написав (являясь единственным автором или одним из соавторов) такие хиты, как «Shake Your Body (Down to the Ground)», «This Place Hotel» и «Can You Feel It».

В 1978 году Джексон повысил свой и без того звёздный статус, сыграв роль Страшилы в мюзикле «Виз». Джексон очень тщательно готовился к этой роли, наблюдая за поведением газелей, гепардов, пантер и изучая их изящные движения. Куинси Джонс говорил о том, как серьёзно и вдохновенно Джексон подходил к этой роли, сравнивая стиль Майкла со стилем Сэмми Дэвиса-младшего. После выхода фильма в прокат в октябре 1978 года, специалисты подвергли его резкой критике. Исполнение роли Страшилы Джексоном, по мнению критиков, было едва ли не единственным положительным моментом в фильме. Рецензенты отмечали, что Джексон обладает подлинным талантом, и в фильме есть совершенно незабываемые моменты с его участием. Комментируя свою работу в фильме, Джексон заявил: 
Я не думаю, что я смог бы сыграть лучше, я сделал даже больше, чем мог. Работа в этом фильме стала для меня пока самым большим опытом в жизни, и я никогда не забуду этого.
 Во время производства фильма, Куинси Джонс подружился с Майклом и согласился продюсировать сольную работу певца Off the Wall.

## Производство
Когда Джексон начал проект Off the Wall, он отчётливо представлял себе то, что хочет получить в результате. Он хотел, чтобы эта запись не была похожа на предыдущие его работы. Майкл хотел проявить в альбоме бо́льшую творческую свободу чем прежде. Основными авторами музыкального материала выступили совместно Джонс и Джексон, среди других авторов выделялись Род Темпертон, Стиви Уандер и Пол Маккартни. Запись диска велась в Лос-Анджелесе. Ритм-треки и вокал были записаны на Allen Zentz Recording. Сессии с валторной записывались в Westlake Audio, а струнные инструменты в Cherokee Studios в Западном Голливуде. Следующим этапом стала звуковая обработка дорожек, которую сделал получавший «Грэмми» Брюс Свиден из Westlake Audio, после чего оригинальные ленты отправились для изготовления мастер-копии в студию A&M Recording, также расположенную в Лос-Анджелесе.
Песню «She’s Out of My Life» написал для Куинси Джонса Том Бэлер за три предшествующих года. Джексон услышал эту песню, и она ему понравилась, а Джонс разрешил ему использовать её в сольнике Джексона. Куинси позвонил Роду Темпертону и попросил, чтобы тот написал три песни для альбома. Изначально планировалось включить только одну из трёх его песен, но Джексону понравились все треки («Rock with You», «Off the Wall» и «Burn This Disco Out»), поэтому они все были включены в треклист, но в сокращённом виде. Майкл не ложился спать всю ночь, чтобы выучить тексты всех песен, вместо того, чтобы петь с листа. Род Темпертон использовал различный подход к песням, исследуя музыкальный стиль Джексона. Темпертон смешал свои традиционные гармоничные мелодии с быстрыми и энергичными, чтобы удовлетворить агрессивному стилю Майкла. После прослушивания сотен песен, Джексон и Джонс решились на запись. Джонс настоял, чтобы он и Майкл взяли на себя бо́льшую часть гарантий и рисков по поводу процесса производства альбома и выбора треков для него. Особое внимание было уделено обложке пластинки, на которой изображён улыбающийся Джексон в смокинге и фирменных носках. Менеджер певца заявил: «Смокинг был общим замыслом для проекта „Off the Wall“. Смокинг был нашей идеей, а носки — идеей Майкла».

## Музыка и вокал
Музыкальные критики Стивен Томас Эрлевайн и Стивен Холден отметили, что Off the Wall состоит из таких музыкальных направлений, как фанк, диско, соул, софт-рок, джаз и баллада. Треки «Workin’ Day and Night» и «Get on the Floor» выполнены в стиле диско. «I Can’t Help It» — джазовая композиция. В своей автобиографии Куинси Джонс сравнил Джексона с другими джазовыми исполнителями, сказав следующее: «Джексон обладает теми же качествами, что и выдающиеся джазовые певцы, с которыми я работал: Элла Фицджеральд, Фрэнк Синатра, Сара Воан, Арета Франклин, Рэй Чарльз, Дина Вашингтон». «She’s Out of My Life» и «It’s the Falling in Love» (дуэт с R&B-исполнительницей Патти Остин) — мелодичные поп-баллады, а «Rock with You» — романтичная песня со средним темпом.
Способности Джексона как вокалиста были высоко оценены критиками. Стивен Томас Эрлевайн описал его как «потрясающе одарённого вокалиста». Rolling Stone сравнивал его вокал с «захватывающим дыхание, мечтательным заиканием» Стиви Уандера. Они также отметили, что «у Джексона невероятно красивый тенор с мягким тембром, который плавно переходит в потрясающий фальцет, смело используемый певцом». Джон Рэндалл Тараборрелли выразил мнение, что Майкл поёт сексуальным фальцетом, особенно в песне «Don’t Stop ’Til You Get Enough».

## Критические оценки
Off the Wall был провозглашён главным прорывом Джексона, альбом получил признание критиков и похвалы всех крупнейших музыкальных изданий. В 1979 году, в обзоре Rolling Stone, Стивен Холден похвалил Джексона за зрелость и связал часть треков с более ранними работами Майкла в Motown, назвав новинку «умелой и утончённой смесью R&B и поп-музыки с элементами диско». Холден продолжил сравнивать Джексона со Стиви Уандером — другим исполнителем Motown, который также начал записываться в молодом возрасте и получил признание критиков.
Музыкальный критик Роберт Кристгау дал диску позитивную оценку, назвав Off the Wall «танцевальным альбомом года», а также отметив, что Майкл в этой работе предстаёт нам повзрослевшим. В обзоре для Melody Maker Фил Макнейлл выразил мнение, что в Off the Wall Джексон кажется очень уверенным, чувствует себя комфортно и держит всё под контролем. Фил написал, что «Don’t Stop ’Til You Get Enough» имеет классное вступление, и это лучшая песня лонгплея. Он также похвалил песню «Rock with You», назвав её «своевольной». Рецензент согласился с коллегами в том, что Джексон в этой записи предстал «вероятно лучшим певцом в мире касаемо стиля и техники».

В 1980 году Джексон получил три награды American Music Awards за свои сольные достижения: лучший соул/R&B альбом, лучший соул/R&B исполнитель и лучший соул/R&B сингл («Don’t Stop ’Til You Get Enough»). В том же году он получил призы Billboard Music Awards в таких номинациях как «лучший чернокожий артист» и «лучший альбом чернокожего артиста», а также получил «Грэмми» как лучший R&B-исполнитель («Don’t Stop ’Til You Get Enough»). Несмотря на большой коммерческий успех, Джексон чувствовал, что Off the Wall должен был оказать бо́льшее влияние, и Майкл был настроен повысить свою популярность следующим студийником. В частности, он был расстроен тем, что получил лишь одну премию «Грэмми» в 1980 году. Певец заявил: 
Хуже всего было то, что моя работа не стала альбомом года, и этого уже никогда не случится.

## Синглы и коммерческий успех
Писатель, журналист и биограф Джон Рэндэлл Тараборрелли заявил: 
Фанаты и гиганты индустрии застыли с открытыми от удивления ртами, когда Off the Wall был представлен общественности. Фанаты сказали, что они не слышали, чтобы Майкл пел с такой радостью и энергией раньше, будучи членом The Jackson 5.
28 июля 1979 года был выпущен первый сингл «Don’t Stop ’Til You Get Enough». Он достиг вершины в Billboard Hot 100 и добрался до третьей строчки в Великобритании. 3 ноября 1979 года был выпущен второй сингл «Rock with You», который также достиг первой строчки в Billboard Hot 100. В феврале заглавная песня LP была выпущена как сингл, достигнув 10-го места в Billboard Hot 100 и войдя в список десяти лучших хитов в четырёх странах. «She’s Out of My Life» также достиг 10-й позиции в Billboard Hot 100 в июне. Таким образом, Off the Wall стал первым сольным альбомом, четыре сингла с которого вошли в список десяти лучших хитов.
К сентябрю 2024 года Off the Wall продан в количестве 9-ми миллионов копий в США и более чем 20 миллионов копий по всему миру. Успех релиза привёл к началу 9-летнего сотрудничества между Майклом Джексоном и Куинси Джонсом. Следующим их совместным творением стал Thriller, который до сих пор является самым успешным альбомом за всю историю.

## Современная оценка и значение
Стивен Томас Эрлевайн так отозвался об Off the Wall: 
…альбом, подаривший нам этого удивительно талантливого артиста, которого можно с полным правом назвать ярчайшей звездой. Это был фантастический диск, который нашёл способ изменить стиль диско. Эта работа — безусловный прорыв.

16 октября 2001 года специальное переиздание Off the Wall было выпущено Sony Records. Издание получило большую порцию похвалы от критиков спустя больше чем 20 лет со дня выпуска оригинальной версии. AllMusic дал изданию 5 звёзд, отмечая его стиль: 
Off the Wall — уникальный альбом, который заводит и бодрит даже по прошествии такого долгого срока со дня первого издания.
Blender дал специальному изданию пять звёзд, заявив, что это долгоиграющая пластинка, которая смотрит в будущее.

В 2003 году лонгплей занял 68-ю строчку в списке «500 лучших музыкальных альбомов всех времён и народов», который был составлен журналом Rolling Stone. Национальная ассоциация звукозаписи поставила его на 80-е место в списке «200 самых значимых музыкальных альбомов всех времён и народов». В 2004 году Нельсон Джордж написал о Джексоне и его музыке: 
Величие Майкла начинается с его аранжировок в «Don’t Stop ’Til You Get Enough». Слой ударных инструментов поддерживается вокалом, всё это очень искусно соединяется для того, чтобы создать драму и экстаз на танцевальной площадке, которая очень популярна в XXI веке.
 В 2008 году Off the Wall был включён в Зал славы премии «Грэмми».

## Список композиций
| №  | Название                         | Автор(ы)                    | Длительность |
| -- | -------------------------------- | --------------------------- | ------------ |
| 1. | «Don’t Stop ’Til You Get Enough» | Майкл Джексон               | 6:02         |
| 2. | «Rock with You»                  | Род Темпертон               | 3:38         |
| 3. | «Workin’ Day and Night»          | Майкл Джексон               | 5:12         |
| 4. | «Get on the Floor»               | Майкл Джексон, Луис Джонсон | 4:44         |

| №  | Название                                   | Автор(ы)                          | Длительность |
| -- | ------------------------------------------ | --------------------------------- | ------------ |
| 1. | «Off the Wall»                             | Род Темпертон                     | 4:04         |
| 2. | «Girlfriend»                               | Пол Маккартни                     | 3:04         |
| 3. | «She’s Out of My Life»                     | Том Бэлер                         | 3:36         |
| 4. | «I Can’t Help It»                          | Стиви Уандер, Сьюзи Грин-Браун,   | 4:27         |
| 5. | «It’s the Falling in Love» (с Патти Остин) | Кэрол Байер Сейджер, Дэвид Фостер | 3:46         |
| 6. | «Burn This Disco Out»                      | Род Темпертон                     | 3:38         |

| №   | Название                                                                          | Длительность |
| --- | --------------------------------------------------------------------------------- | ------------ |
| 11. | «Куинси Джонс — интервью №1»                                                      | 0:37         |
| 12. | «Интродукция к Don’t Stop ’Til You Get Enough» (демонстрационная запись)          | 0:13         |
| 13. | «Don’t Stop ’Til You Get Enough» (оригинальная демонстрационная запись 1978 года) | 4:48         |
| 14. | «Куинси Джонс — интервью №2»                                                      | 0:30         |
| 15. | «Интродукция к Workin’ Day and Night» (демонстрационная запись)                   | 0:10         |
| 16. | «Workin’ Day and Night» (оригинальная демонстрационная запись 1978 года)          | 4:20         |
| 17. | «Куинси Джонс — интервью №3»                                                      | 0:49         |
| 18. | «Род Темпертон — интервью»                                                        | 4:57         |
| 19. | «Куинси Джонс — интервью №4»                                                      | 1:28         |

## Участники записи
Список составлен по сведениям базы данных Discogs.
Музыканты:
- Майкл Джексон — ведущий вокал (все песни), бэк-вокал (песни 1−6, 9, 10), сопродюсер (песни 1, 3, 4), перкуссия (песни 1, 3), аранжировка вокальных партий (песни 1, 3, 4, 6), аранжировка ритм-секции (песни 1, 3)
- Фил Апчёрч[англ.] — гитара (песня 3)
- Том Бэлер[англ.] — аранжировка ритм-секции (песня 6), аранжировка вокальных партий (песня 9)
- Майкл Боддикер[англ.] — программирование (песни 5, 8), синтезатор (песня 2)
- Джеральд Винчи — концертмейстер (песни 1, 2, 4, 7, 8)
- Хоук Волински[англ.] — родес-пиано (песня 2)
- Джим Гилстрап[англ.] — бэк-вокал (песни 1, 4)
- Гэри Грант — труба (песни 1−6, 8−10)
- Рэнди Джексон — перкуссия (песня 1)
- Мортонетт Дженкинс — бэк-вокал (песни 1, 4)
- Оги Джонсон — бэк-вокал (песни 1, 4)
- Луис Джонсон[англ.] — бас-гитара (песни 1, 3−10), ритм-аранжировка (песня 4)
- Куинси Джонс — аранжировки ритм-секции (песни 4, 6, 9), аранжировки вокальных партий (песни 6, 9)
- Джордж Дюк — синтезатор и программирование синтезатора (песни 5, 6)
- Лэрри Карлтон — гитара (песня 7)
- Паулинью да Кошта[англ.] — перкуссия (песни 1, 3−5, 8, 10)
- Джонни Мэндел — аранжировка струнных (песни 7, 8)
- Паулетта Маквильямс[англ.] — бэк-вокал (песни 1, 4)
- Патти Остин — ведущий и бэк-вокал (песня 9)
- Стив Поркаро[англ.] — программирование синтезатора (песни 6, 9)
- Бенджамин Райт[англ.] — аранжировка струнных (песни 1, 2, 4)
- Уильям Рихенбах[англ.] — тромбон (песни 1−6, 8−10)
- Джон Робинсон[англ.] — ударные (песни 1−6, 8−10), перкуссия (песня 3)
- Мелвин Рэйгин[англ.] — гитара (песни 4, 6, 9)
- Род Темпертон — аранжировки вокальных партий и ритм-секции (песни 2, 5, 10)
- Стиви Уандер — аранжировка ритм-секции (песня 8)
- Дэвид Уильямс[англ.] — гитара (песни 1−3, 5, 10)
- Зедрик Уильямс — бэк-вокал (песни 1, 4)
- Ларри Уильямс[англ.] — тенор-саксофон, альт-саксофон и флейта (песни 1−6, 8−10), соло на альт-саксофоне (песня 6)
- Бобби Уотсон — бас-гитара (песня 2)
- Грег Филлингейнес[англ.] — родес-пиано (песни 1, 3, 5−10), синтезатор (песни 1, 2, 5, 8), клавинет[англ.] (песня 4), аранжировки ритм-секции (песни 1, 3, 6, 8)
- Дэвид Фостер — синтезатор (песни 6, 9), ритм-аранжировка (песня 9)
- Ким Хатчкрофт — баритон-саксофон, тенор-саксофон и флейта (песни 1−6, 8−10)
- Ричард Хит — перкуссия (песня 1)
- Марло Хендерсон[англ.] — гитара (песни 1, 2, 5, 6, 9, 10)
- Джерри Хей[англ.] — труба, флюгельгорн (песни 1−6, 8−10), аранжировки духовых инструментов

Технический персонал:
- Куинси Джонс — продюсер (все песни)
- Брюс Свиден[англ.] — звукорежиссёр и инженер сведе́ния (все песни)
- Рик Эш — ассистент звукорежиссёра (запись ритм-секции и вокальных партий)
- Стив Конгер — ассистент звукорежиссёра (запись ритм-секции и вокальных партий)
- Фрэнк «Чич» Д’Амико — ассистент звукорежиссёра (запись струнных партий)
- Эд Черни — ассистент звукорежиссёра (запись духовых партий)
- Эрик Цоблер — ассистент звукорежиссёра (запись духовых партий)
- Джим Фицпатрик — ассистент звукорежиссёра (запись духовых партий)
- Митч Гибсон — ассистент звукорежиссёра (запись духовых партий)
- Берни Грундман[англ.] — мастеринг-инженер[англ.]
- Майк Солсбери — дизайнер обложки
- Стив Харви — фотограф

## Позиции в хит-парадах

### Еженедельные чарты
| Год       | Хит-парад                                  | Высшая позиция | Пребывание |
| --------- | ------------------------------------------ | -------------- | ---------- |
| 1979—1989 | Австралия (Kent Music Report)              | 1              | нет данных |
| 1979—1989 | Великобритания (UK Albums Chart)           | 5              | 173 недель |
| 1979—1989 | Канада (RPM Albums Chart)                  | 4              | 56 недель  |
| 1979—1989 | Нидерланды (Nationale Hitparade LP Top 50) | 8              | 9 недель   |
| 1979—1989 | Новая Зеландия (RMNZ)                      | 2              | 53 недели  |
| 1979—1989 | Норвегия (VG-lista)                        | 4              | 19 недель  |
| 1979—1989 | США (Billboard Top Black Albums)           | 1              | 61 неделя  |
| 1979—1989 | США (Billboard Top LPs & Tape)             | 3              | 193 недель |
| 1979—1989 | Финляндия (Suomen virallinen lista)        | 9              | 18 недель  |
| 1979—1989 | ФРГ (Offizielle Top 100)                   | 25             | 16 недель  |
| 1979—1989 | Швеция (Sverigetopplistan)                 | 26             | 10 недель  |
|           |                                            |                |            |
| 1992      | Великобритания (UK Albums Chart)           | 48             | 3 недели   |
|           |                                            |                |            |
| 1995      | Великобритания (Physical Albums Chart)     | 60             | 4 недели   |
| 1995      | Великобритания (UK Albums Chart)           | 60             | 4 недели   |
|           |                                            |                |            |
| 1997      | Великобритания (Physical Albums Chart)     | 94             | 1 неделя   |
| 1997      | Великобритания (UK Albums Chart)           | 94             | 1 неделя   |
|           |                                            |                |            |
| 2001      | Великобритания (Physical Albums Chart)     | 92             | 1 неделя   |
| 2001      | Великобритания (UK Albums Chart)           | 92             | 1 неделя   |
|           |                                            |                |            |
| 2003      | Великобритания (Physical Albums Chart)     | 50             | 21 неделя  |
| 2003      | Великобритания (UK Albums Chart)           | 50             | 21 неделя  |
| 2003      | Нидерланды (Midprice Albums)               | 3              | 60 недель  |
| 2003      | Шотландия (Scottish Albums Chart)          | 57             | 15 недель  |
|           |                                            |                |            |
| 2004      | Великобритания (Physical Albums Chart)     | 13             | 6 недель   |
| 2004      | Великобритания (UK Albums Chart)           | 13             | 6 недель   |
| 2004      | Шотландия (Scottish Albums Chart)          | 34             | 3 недели   |

| Год  | Хит-парад                              | Высшая позиция | Пребывание |
| ---- | -------------------------------------- | -------------- | ---------- |
| 2009 | Австралия (ARIA)                       | 17             | 7 недель   |
| 2009 | Великобритания (Album Downloads Chart) | 6              | 5 недель   |
| 2009 | Великобритания (Physical Albums Chart) | 3              | 19 недель  |
| 2009 | Великобритания (UK Albums Chart)       | 3              | 15 недель  |
| 2009 | Германия (Offizielle Top 100)          | 37             | 5 недель   |
| 2009 | Испания (PROMUSICAE)                   | 11             | 2 недели   |
| 2009 | Италия (Classifica album)              | 9              | 4 недели   |
| 2009 | Швейцария (Schweizer Hitparade)        | 27             | 4 недели   |
| 2009 | Шотландия (Scottish Albums Chart)      | 10             | 12 недель  |
|      |                                        |                |            |
| 2016 | Австралия (ARIA)                       | 17             | 2 недели   |
| 2016 | Бельгия/Валлония (Ultratop)            | 39             | 6 недель   |
| 2016 | Бельгия/Фландрия (Ultratop)            | 31             | 9 недель   |
| 2016 | Великобритания (Album Download Chart)  | 10             | 2 недели   |
| 2016 | Великобритания (Albums Chart Update)   | 43             | 1 неделя   |
| 2016 | Великобритания (Albums Sales Chart)    | 52             | 2 недели   |
| 2016 | Великобритания (Physical Albums Chart) | 38             | 3 недели   |
| 2016 | Великобритания (UK Albums Chart)       | 62             | 1 неделя   |
| 2016 | Великобритания (Vinyl Albums Chart)    | 9              | 5 недель   |
| 2016 | Германия (Offizielle Top 100)          | 64             | 1 неделя   |
| 2016 | Испания (PROMUSICAE)                   | 18             | 13 недель  |
| 2016 | Канада (Canadian Albums Chart)         | 74             | 2 недели   |
| 2016 | Нидерланды (CombiAlbum)                | 54             | 3 недели   |
| 2016 | Новая Зеландия (RMNZ)                  | 18             | 2 недели   |
| 2016 | Финляндия (Suomen virallinen lista)    | 50             | 1 неделя   |
| 2016 | Франция (SNEP)                         | 27             | 7 недель   |
| 2016 | Швейцария (Schweizer Hitparade)        | 57             | 3 недели   |
| 2016 | Шотландия (Scottish Albums Chart)      | 19             | 5 недель   |
|      |                                        |                |            |
| 2017 | Бельгия/Валлония (Ultratop)            | 97             | 2 недели   |
| 2017 | Франция (SNEP)                         | 148            | 7 недель   |
|      |                                        |                |            |
| 2018 | Испания (PROMUSICAE)                   | 29             | 5 недель   |
| 2018 | Португалия (AFP)                       | 30             | 3 недели   |
| 2018 | Швейцария (Schweizer Hitparade)        | 73             | 1 неделя   |

### Годовые итоговые чарты
| Хит-парад (1979)                           | Позиция |
| ------------------------------------------ | ------- |
| США (Billboard Top Soul Albums)            | 49      |
| Хит-парад (1980)                           | Позиция |
| Австралия (Kent Music Report)              | 6       |
| Великобритания (Gallup Poll)               | 7       |
| Великобритания (Record Mirror: Chart File) | 9       |
| Канада (RPM Year-End)                      | 10      |
| Новая Зеландия (Recorded Music NZ)         | 7       |
| США (Billboard Top Popular Albums)         | 3       |
| США (Billboard Top Soul Albums)            | 1       |
| Хит-парад (1984)                           | Позиция |
| Великобритания (Gallup Poll)               | 59      |

## Сертификации
| Регион | Сертификация  | Продажи    |
| --- | ------------- | ---------- |
| Австралия (ARIA) | 5× Платиновый | 350 000^   |
| Великобритания (BPI) | 6× Платиновый | 1 800 000^ |
| Дания (IFPI Danmark) | Золотой       | 10 000     |
| Гонконг (IFPI Hong Kong) | Золотой       | 10 000*    |
| Италия (FIMI) · уровень продаж с 2009 года | Золотой       | 30 000*    |
| Канада (Music Canada) | Платиновый    | 300 000    |
| Нидерланды (NVPI) | Платиновый    | 100 000^   |
| Новая Зеландия (RMNZ) | 6× Платиновый | 90 000^    |
| США (RIAA) | 9× Платиновый | 9 000 000  |
| Франция (SNEP) | Платиновый    | 1 000 000  |
| Япония | —             | 500 000    |
| Итого |               |            |
| Европа (IFPI) · переиздание | Платиновый    | 1 000 000* |
| Мир | —             | 20 000 000 |
| * Данные о продажах приведены только на основе сертификации. · ^ Данные о тиражах приведены только на основе сертификации. · Данные о продажах + прослушиваниях приведены только на основе сертификации. |               |            |